# リンカーン弁護士 (テレビドラマ)
『リンカーン弁護士』(The Lincoln Lawyer)は、アメリカ合衆国の弁護士ドラマである。Netflixにより配信されている。

## 概要
広大なロサンゼルス郡で複数の裁判所を回り、運転手付きのリンカーン・ナビゲーターに乗り車の中で仕事をこなす弁護士ミッキー・ハラーを主人公とする。2008年出版のマイクル・コナリーによる小説『真鍮の評決』(The Brass Verdict)に基づくシーズン1は、2022年5月13日にNetflixで配信開始された。2023年7月6日には『証言拒否 リンカーン弁護士』(The Fifth Witness)に基づくシーズン2の前半5話が配信され、2023年8月3日に後半5話が配信された。2024年10月17日には『罪責の神々』( The Gods of Guilt )に基づくシーズン3が配信された。
2024年1月にはシーズン4の制作が発表され、書籍シリーズ第6作目にあたる『潔白の法則』（The Law Of Innocence）をもとにした全10話構成で製作される予定。

## キャスト

### 主要人物
ミッキー・ハラー
演 - マヌエル・ガルシア＝ルルフォ
リンカーン・タウンカーに乗る弁護士、シーズン1では事故と依存症で1年間の休養明け。
マギー・マクファーソン
演 = ネーヴ・キャンベル
ミッキーの最初の妻で地区検事捕。
ローナ・クレーン
演 - ベッキー・ニュートン
ミッキーの二番目の妻で秘書。
イジー・レッツ
演 - ジャズ・レイコール
ミッキーが担当する事件の被告だったダンサー。のちにミッキーの運転手を経て事務所職員になる。
シスコ・ヴォイチュホフスキー
演 - アンガス・サンプソン
ミッキーの調査員、元バイカー。

### 関係者
トレヴァー・エリオット
演 - クリストファー・ゴーラム
ゲーム会社を経営する富豪で妻とその愛人の殺人の疑いをかけられている被告。（シーズン１）
レイモンド・グリッグス刑事
演 - ンタレ・グマ・ムバホン・ムワイン
ヴィンセント弁護士殺人事件を捜査する刑事。原作でのボッシュに相当する。（シーズン１）
メアリ・ホルダー判事
演 - リサ・ゲイ・ハミルトン
ヴィンセント弁護士の案件をミッキーに引き継がせる。（シーズン１）
リー・ランクフォード刑事
演 - ジェイミー・マクシェーン
マギーとともにソト事件を追及する。（シーズン１）
アンジェロ・ソト
演 - レジー・リー
高齢者施設の経営者。（シーズン１）
ヘイリー・ハラー
演 - クリスタ・ワーナー
ミッキーとマギーの娘。
ヘスス・メネンデス
演 - Saul Huezo
かつてのミッキーの依頼人で、殺人事件で無実を主張するも司法取引で服役をのませた殺人事件の被告。
イーライ・ワイムズ
演 - Mikal Vega
元海兵隊でヴィンセント弁護士の依頼人。（シーズン１）
テレサ・メディナ
演 - Marlene Forte
イーライ・ワイムズおよびリサ・トランメルの裁判を担当する判事。
グローリーデイズ（グロリア・デイトン）
演 - Fiona Rene
ヘスス・メネンデス事件の証人で娼婦。裁判後、別の事件で被害者となる。（シーズン１～３）
デヴィッド（リーガル）・シーゲル
演 - エリオット・グールド
ミッキーの父の親友でミッキーの恩師。ミッキーから事あるごとに相談をもちかけられるが、いつも的確なアドバイスをする。心臓に持病を持っており、医師から食事制限を受けている。（シーズン１～３）
テディ・ヴォ―ゲル
演 - Chris Browning
シスコがかつて一員であったバイカーの「セイント団」リーダー。
リサ・トランメル
演 - ラナ・パリラ
ミッキーと交際するオーナー・シェフ。（シーズン２）
カズ
演 - Douglas Bennett
シスコの幼馴染のバイカー「セイント団」の一員。（シーズン２）
アンドレア・フリーマン
演 - ヤヤ・ダコスタ
リサ・トランメルの事件を担当する検事。シーズン３で恋人となる。（シーズン２～３）
ヘンリー・ダール
演 - Matt Angel
リサの友人の犯罪ポッドキャスター。（シーズン２）
レイ
演 - Shelby Lee Parks
イジーの元ガールフレンド。（シーズン２）
アレックス・グラント
演 - Michael A. Goorjian
不正取引をボンデュラントに恐喝されていた、アルメニア人犯罪組織に繋がる実業家。（シーズン２）

## あらすじ

### シーズン1のあらすじ
小説『真鍮の評決』に基づくが、ストーリーは若干変更され、他の小説シリーズの主役ともなっているジャック・マカヴォイやハリー・ボッシュは登場しない。
サーフィンの事故と依存症で1年休み弁護士の仕事に復帰したミッキーは、殺されたヴィンセント弁護士の抱えていた複数の案件を引き受けるよう、ホルダー判事に依頼される。二番目の妻でもあった秘書のローナ、元バイカーの調査員シスコ、運転手イジーの助けを得る。案件の一つは、富豪のエリオットが妻とその不倫相手のトレーナーを殺したとされる著名な事件であり、陪審員選定の不正と身の危険を乗り越えて、ミッキーは無罪を勝ち取る。判決後にミッキーはエリオットを疑い始めるが、エリオットはトレーナーの愛人に射殺されて事件は未解決となる。ホルダー判事が長年の間、陪審員選定の不正を行い、それを隠蔽するためにヴィンセント殺害を指示したことが分かり、グリッグス刑事が逮捕する。
ミッキーは休業のきっかけとなった殺人事件を再調査し、ランクフォード刑事の不正行為を暴くことになって、司法取引で服役していたヘススを釈放に導く。
ミッキーの最初の妻で娘のヘイリーを育てる地区検事捕のマギーは、人身売買と強制労働でソトを追及するが、協力していたランクフォード刑事の信用が崩壊したために棄却となる。左遷されるも連邦検事に依頼して再逮捕させる。

### シーズン2のあらすじ
小説 『証言拒否 リンカーン弁護士』に基づく。
ミッキーはエリオット裁判勝訴で有名となり、オフィスを構える。ヘススの事件でメンツをつぶされた検察は再捜査する。別件でミッキーを代理人とした真犯人が告白して嫌がらせを行い、ミッキーは弁護士資格を失わずに逮捕させるための一芝居を打つ。ローナとシスコは結婚準備をする。
一夜を共にしたリサが店の地上げを図る土地開発業者のボンデュラントの殺害容疑で逮捕され、ミッキーは弁護人となる。検事のアンドレアは予備審問でリサに不利な証拠を提示する。ポッドキャスターのヘンリーがリサの事件を取り上げ、アンドレアに利用されることを恐れたミッキーは阻止しようとするも、駐車場で何者かに襲撃される。
ミッキーは負傷から回復する。事件から半年後、リサの所持していた凶器のハンマーが発見されて不利な状況となる。ミッキーはボンデュラントが脅していた実業家グラントに殺人の疑いを向けようとして召喚し、アルメニア人犯罪組織との繋がりを追及して黙秘権公使に追い込み、陪審員に印象づける。評決は無罪となる。グラントの指図でポンデュラントを殺したと疑われる男は行方不明となる。ミッキーはリサが夫を殺して店の土地に埋めたと疑い、ローナが警察に通報する。ローナはリサがミッキーを襲わせたと疑う。マギーはサンディエゴに転勤する。ローナとシスコは結婚する。

## エピソード

### シーズン1（2022）
| 通算 話数 | シーズン 話数 | タイトル                                     | 監督                   | 脚本                               | 公開日        |
| --- | ------------- | -------------------------------------------- | ---------------------- | ---------------------------------- | ------------- |
| 1 | 1             | "カムバック" "He Rides Again"                | リズ・フリードランダー | デビッド・E・ケリー                | 2022年5月13日 |
| 復帰したばかりのミッキーは、メアリ・ホルダー判事の依頼で、殺された弁護士ジェリー・ヴィンセントの複数の案件を引き取る。案件の一つは富豪のトレヴァー・エリオットが妻ララとその愛人でヨガ教師のヤン・リルツを殺したとされる著名な事件である。引き取った窃盗事件の被告イジーを無罪として運転手に雇う。ローナとシスコが婚約する。 |               |                                              |                        |                                    |               |
| 2 | 2             | "切り札" "The Magic Bullet"                  | Erin Feeley            | Ted Humphrey                       | 2022年5月13日 |
| ミッキーはコールマンを被告とする警官暴行事件も引き取って微罪を勝ち取る。ミッキーの車は何者かに尾行され盗聴される。ヴィンセント殺害事件を追うグリッグス刑事に、彼の依頼人の中の要注意人物のリストを渡す。エリオットの裁判でミッキーは時間を必要とするが、会社を売却したい依頼人は延期を認めない。ヴィンセントの秘書は、ヴィンセントが裁判を有利に転換する"魔法の弾丸"を持っていたと話す。 |               |                                              |                        |                                    |               |
| 3 | 3             | "勢い" "Momentum"                            | Erin Feeley            | Ted Humphrey                       | 2022年5月13日 |
| ヴィンセントの調査員は姿を消している。ローナの調べで、リルツは多くの生徒と関係を持っていたことが分かる。フィリピン移民を不法労働させるアンジェロ・ソトをマギーとともに追及するランクフォード刑事は、ヴィンセントの追悼会でヘスス・メネンデスの名前を出してミッキーを苛む。ミッキーは、乱射事件でエリオットの事件の日に逮捕され、施設で薬漬けにされていたイーライ・ワイムズの裁判も引き継ぎ、彼が"魔法の弾丸"だと思い当たる。何者かがミッキーを襲う。 |               |                                              |                        |                                    |               |
| 4 | 4             | "カオス理論" "Chaos Theory"                  | Bill D'Elia            | Chris Downey                       | 2022年5月13日 |
| ミッキーはグリッグス刑事と協力し、ヴィンセントの持っていた重要情報を得たふりをして囮となる。身を隠していたヴィンセントの調査員が餌に食いつくも事故死する。ミッキーは車が盗聴されていたことを知る。ワイムズとエリオット事件との関連は見つからない。ソトの事件の証人が殺される。 |               |                                              |                        |                                    |               |
| 5 | 5             | "陪審員選考" "Twelve Lemmings in a Box"      | Bill D'Elia            | Andi Bushell                       | 2022年5月13日 |
| 陪審員選考が行われるも、エリオットはコンサルタントの雇用を断る。ミッキーは旧知のポーカープレーヤーに頼り、検事補のゴランツと競って不利な陪審員を忌避する。シスコはリルツが寝ていた生徒の元夫で警備会社社長のアントンを疑い調べる。ミッキーは、証人が姿を消したためにヘスス・メネンデスが有罪となった殺人事件を再調査する。マギーはソトの裁判の証人を探す。グリッグスはヴィンセントがFBIと接触があり、口座から大金が消えているとミッキーに伝える。 |               |                                              |                        |                                    |               |
| 6 | 6             | "不正" "Bent"                                | David Grossman         | Gladys Rodriguez                   | 2022年5月13日 |
| シスコとローナはヴィンセントによる贈賄を疑ってエリオット裁判を担当するスタントン判事を調べるも何も出ない。ミッキーは刑務所にいるヘススに会い、再審に努力すると誓う。無実のヘススを救えなかったことで依存症になったとイジーに語る。ソトの愛人で妊娠中のタニアが、マギーの紹介でミッキーに助けを求める。エリオットは、会社に投資したロシア人実業家のコセヴィッチが売却を狙い、離婚して財産の半分をとろうとした妻ララを殺し、ヴィンセントを通じて陪審員候補を買収したとミッキーに告白する。急いで無罪にならないと自分もミッキーもコセヴィッチに殺されると語る。 |               |                                              |                        |                                    |               |
| 7 | 7             | "陪審員7番" "Lemming Number Seven"           | David Grossman         | Zach Calig                         | 2022年5月13日 |
| エリオットの裁判が始まる。ミッキーは警察がエリオットを犯人と決めつけた視野狭窄を批判する。陪審員7番が買収された偽者であることをスタントン判事に密告する。裁判は失踪した7番を入れ替えて続行される。コセヴィッチの報復を恐れ、バイカーのギャングたちにマギーとヘイリーの家の警護を頼む。保護を約束されたタニアの証言でソトの捜査は進む。 |               |                                              |                        |                                    |               |
| 8 | 8             | "切り札の解明" "The Magic Bullet Redux"      | Alonso Alvarez-Barreda | Justin Peacock                     | 2022年5月13日 |
| 事件直後、エリオットの体から発見された大量の射撃残渣で裁判は不利となる。ミッキーは、ワイムズが乗せられた後に同じパトカーにエリオットが乗せられて残渣が転移したことが"魔法の弾丸"だと思い当たり、裁判を有利に転換する。さらに殺人容疑をアントンに向ける。一方で、ヘススの裁判中に姿を消した証人の娼婦グローリーデイズを探す。 |               |                                              |                        |                                    |               |
| 9 | 9             | "不気味の谷" "The Uncanny Valley"            | Alonso Alvarez-Barreda | Chris Downey & Ryan Hoang Williams | 2022年5月13日 |
| 裁判は有利に見えるが、エリオットはミッキーの反対を押し切って証言台に立つ。無罪となるが、コセヴィッチが黒幕だという話が嘘であることがわかり、ミッキーはエリオットが真犯人だと疑って対決する。ミッキーは何者かに呼び出されて殴り倒される。ソト事件では証人殺しの捜査が行き詰まり、マギーとランクフォードはタニアに盗聴器をつけてソトの殺人教唆の証拠を得る。 |               |                                              |                        |                                    |               |
| 10 | 10            | "真鍮(しんちゅう)の評決" "The Brass Verdict" | David Grossman         | Ted Humphrey & マイクル・コナリー  | 2022年5月13日 |
| 尾行していたグリッグス刑事が現れ、ミッキーを襲った、7番陪審員を装っていたマクスウィーニーは崖下に落ちて死ぬ。ミッキーは、裁判を延期して陪審員を変更しようとしたヴィンセントを殺したのは彼だと推測する。リルツの生徒で愛人の一人のキャロル・デュボアがエリオットを射殺し、無罪になった犯人が射殺される「真鍮の評決」が下されたことになる。ミッキーはヴィンセント殺しの黒幕が、陪審員選定に関与できるホルダー判事であり、FBIの捜査対象であったと知ってグリッグスに逮捕させる。ヘスス事件で失踪した証人の娼婦を探し出す。再審公判で、証人グローリーデイズはランクフォード刑事の指示を受けた警官に脅されたことがわかる。ヘススは釈放されるが、ランクフォード刑事の証言の信頼性が地に落ちてソト事件は棄却となる。マギーは新たに当選した地区検事に左遷されるも、連邦検事に頼んでソトを再逮捕させる。ヘスス事件の真犯人がミッキーを見つめる。 |               |                                              |                        |                                    |               |

### シーズン2（2023）
| 前半 |    |                                                |                    |                                   |              |
| 11 | 1  | "職業倫理" "The Rules of Professional Conduct" | Rob Seidenglanz    | Ted Humphrey                      | 2023年7月6日 |
| エリオット事件で有名になったミッキーはオフィスを構え、多忙を極める。ヘスス・メネンデス事件のあおりで左遷されたマギーはミッキーとの関係がぎくしゃくし、メンツをつぶされた検事局は事件の再捜査を開始する。担当するグリッグス刑事は、ヘススが凶器に似たナイフを所持していたという証言を見せる。ミッキーはシェフのリサと知り合って寝る。リサの店の地上げを図る開発業者のボンデュラントが接近禁止命令を出させ、ミッキーが対応を約束する。ローナも弁護士になる勉強と仕事とシスコとの結婚式の準備で多忙を極め、イジーの助けを借りる。ミッキーを指導者とするためには、学部長の署名が必要だと知る。シスコは出所した昔のバイカー仲間のカズを迎える。ミッキーは不法侵入で逮捕された破産コンサルタントのラッセル・ローソンへの弁護を引き受けて訴えを取り下げさせる。夜、ラッセルはミッキーの家に現れて「名誉」という刺青を見せ、メネンデスの事件の真犯人であると明かす。だがミッキーは顧客であるラッセルの秘密を明かすと弁護士資格を失うことになる。                               |    |                                                |                    |                                   |              |
| 12 | 2  | "義務" "Obligations"                           | Rob Seidenglanz    | Gladys Rodriguez                  | 2023年7月6日 |
| ミッキーは八方ふさがりとなり恩師に助言を求める。ラッセルが事務所に現れて嫌がらせをする。ヘスス事件の証人で娼婦のグローリーデイズがコカイン所持で逮捕される。シスコの調べで、グローリーデイズはティファナ・カルテルの大物モヤからコカインをもらったことが分かる。ミッキーはマギーにモヤの情報を渡す代わりにグローリーデイズを不起訴にしてもらう。グローリーデイズの家の住所をラッセルが盗み見るようしむける。グリッグス刑事に会い、グローリーデイズに危険が迫っているとほのめかす。警察が見張る中、ラッセルがグローリーデイズを襲って逮捕される。グローリーデイズはラッセルがヘスス事件の真犯人だと証言し、ヘススの案件は請求棄却となる。ミッキーは刑務所にラッセルを訪ね、家族に手を出すなと脅して代理人を外れる。リサがボンデュラントの殺人容疑で逮捕される。ローナは以前関係を迫られた学部長と対決し、ミッキーを指導者とする書類の署名をもらう。バイカー「セイント団」のリーダーは早期に釈放されたカズが密告者ではないかと疑い、幼馴染のシスコに調査させる。         |    |                                                |                    |                                   |              |
| 13 | 3  | "利益相反" "Conflicts"                         | Kate Woods         | Dailyn Rodriguez                  | 2023年7月6日 |
| リサの事件の担当検事が因縁のあるアンドレアであると知り、ミッキーはローナの反対を押し切ってリサの弁護を引き受ける。判事はリサには払えない高額の保釈金を課し、ミッキーはリサの物語を売る代理人となって契約を結んで工面しようとする。翌日、リサは友人の犯罪ポッドキャスターのヘンリー・ダールに保釈金の担保を払ってもらい保釈されて事務所に来る。ミッキーは、自分の契約が優先するのでヘンリーはリサの事件を扱えないと申し渡す。ローナはシスコが自分に隠れてセイント団とつるんでいることを責める。シスコは幼馴染で自分を逮捕から守ってくれたカズが密告者でないことを証明しなければならないと答えて許される。シスコはローナにかつて関係を迫った学部長を脅す。ミッキーはアンドレアが友人のマギーの家に行ってヘイリーの前でリサの事件を話したことを利益相反だと脅し、証拠開示を強制する。マギーは自分たちを利用したと責め、ミッキーがリサと寝たと知って怒る。夜、リサが家に来るが、ミッキーは裁判が済むまでは事務所外では会えないと告げる。家から出るリサをヘンリーが見守る。 |    |                                                |                    |                                   |              |
| 14 | 4  | "開示資料" "Discovery"                         | Kate Woods         | Ryan Hoang Williams               | 2023年7月6日 |
| アンドレアは嫌がらせに大量の証拠書類をミッキーのオフィスに送りつける。突然に減刑した司法取引を申し出るもリサは拒否する。ローナとイジーはリサの有罪を疑う。シスコは、リサがかつてボンデュラントに詰め寄り、接近禁止命令の根拠となった証拠写真を入手する。ミッキーは、ボンデュラントが大きな負債を抱え、アルメニア人犯罪組織に繋がる実業家アレックス・グラントを恐喝していたことを発見し、有力な容疑者だと考える。だがアンドレアは司法取引を取り下げ、リサを有罪にする根拠を新たに握ったことを示唆する。以前の依頼人のコールマンの娘が店に落書きして告訴されるも、ミッキーは落書きをアートとして宣伝に使わせて店の売り上げを増やし、告訴を取り下げさせる。カズはシスコに、FBIに脅されてセイント団の違法な銃取引の現場に踏み込ませるつもりだったと告白する。 |    |                                                |                    |                                   |              |
| 15 | 5  | "疑心" "Suspicious Minds"                      | Antonio Negret     | Zach Calig                        | 2023年7月6日 |
| ミッキーはリサの反対を押し切って元夫のジェフに接触するが、証言を拒否される。ヘンリーがリサの事件のポッドキャストを始め、ミッキーはアンドレアに利用されることを恐れて公開差し止め命令を出させる。リサの事件の予備審問が始まり、犯行現場付近で犯行時間の1時間前にリサを見たという証言が行われ、ミッキーは証言の信頼性を貶める。アンドレアはリサの家で発見された、被害者の血痕が付いた手袋を証拠として持ち出し、判事は検察が立証責任を果たしたと認める。リサは嵌められたと主張し、自分を信用しないとミッキーを責める。シスコは身を隠したアレックス・グラントを探す。ヘンリーがリサの事件のドラマ化をTV局と計画し、ミッキーは自分とリサとの優先契約書を探しに車に行くも、駐車場で二人の男に襲われる。シスコはセイント団を銃取引による逮捕から救い、ローナと協力してカズに偽のIDを与えて逃がす。 |    |                                                |                    |                                   |              |
| 後半 |    |                                                |                    |                                   |              |
| 16 | 6  | "召喚状" "Withdrawal"                          | Antonio Negret     | Matthew J. Lieberman              | 2023年8月3日 |
| ミッキーは数々の骨折を負って病院で目を覚ます。ローナ、イジー、シスコは雲隠れしていたグラントをおびき出してリサの裁判への召喚状を渡す。退院して帰宅したミッキーをマギーとヘイリーが迎える。ミッキーはグラントが召喚状の破棄を求めた法廷に多数の新聞記者を呼ぶ。被害者ボンデュラントが送ったグラントの不正取引をめぐるメールを示し、オリンピック村建設契約を控えて疑惑を晴らしたいグラントは証言を受け入れる。ヘンリーがグラントに操られ、イジーの元ガールフレンドのレイを使って車から契約書を盗んだことを発見する。マギーはミッキーから離れ、サンディエゴに異動すると伝える。 |    |                                                |                    |                                   |              |
| 17 | 7  | "動機" "Cui Bono"                              | Shana Stein        | Lisa Quintela                     | 2023年8月3日 |
| 裁判の前夜、グラントがFBIの捜査対象になっていることを示す書類がミッキーの家の玄関前に置かれている。裁判が始まり、ミッキーはシスコに裏を取らせて書類を証拠として提出し、グラントに被害者殺害の動機があったと主張する。アンドレアはリサが所持していた、凶器のハンマーを証拠として提出する。ダンススタジオを開こうとしていたイジーは賃料値上げを提示される。 |    |                                                |                    |                                   |              |
| 18 | 8  | "立証" "Covenants and Stipulations"            | Shana Stein        | Chris Downey & マイクル・コナリー | 2023年8月3日 |
| アンドレアが事件から半年たって突然に発見された凶器のハンマーを提出し、ミッキーはリサがはめられたと言うストーリーを立てることにし、証拠の信憑性について争わない。ヘイリーがミッキーの誕生日のサプライズパーティーを企画しミッキーの母も呼ぶも、裁判で忙しく参加できない。リサの元夫ジェフが金のために証言を申し出るも、ミッキーは信頼できずに断る。アンドレアはヘンリーに証言させ、ミッキーはリサを証言台に立たせる。ミッキーは女優である母を持て余す。イジーはローナの助けで賃料値上げを撤回させる。 |    |                                                |                    |                                   |              |
| 19 | 9  | "黙秘権" "The Fifth Witness"                   | Ted Humphrey       | Katy Erin                         | 2023年8月3日 |
| ミッキーはリサに証言させ、法医学の専門家を呼ぶ。さらにはグラントを証言台に立たせ、アルメニア人犯罪組織との関係を追及して黙秘権公使に追い込み、彼が犯人であるとの印象を陪審員に残す。だがアンドレアがこれを覆す最終弁論を行う。ミッキーの最終弁論の直前、グラントに贈賄されて不正検査を行い、ボンデュラントに脅されていた建築検査官ウォルター・キムに犯行の疑惑が生じる。 |    |                                                |                    |                                   |              |
| 20 | 10 | "葬られた過去" "Bury Your Past"                | Ben Hernandez Bray | Ted Humphrey & Dailyn Rodriguez   | 2023年8月3日 |
| 無罪の評決が出る。母は役を得てカルガリーに去る。キムはボンデュラント殺害の証拠を残して失踪し、グラントに使われて殺されたと疑われる。ミッキーはジェフが偽者であったと知り、リサが殺して店の土地に埋めたと疑う。ローナはリサを警察に通報し、リサがミッキー襲撃の依頼人ではないかと疑う。ローナとシスコは結婚する。イジーはスタジオを開き、パートタイムで事務所に残る。グラントはオリンピック村の契約を失い、ミッキーを恨むと予想される。グローリーデイズが殺害される。 |    |                                                |                    |                                   |              |

### シーズン3（2024）
| 通算 話数 | シーズン 話数 | タイトル                                           | 監督                           | 脚本                                               | 公開日         |
| --- | ------------- | -------------------------------------------------- | ------------------------------ | -------------------------------------------------- | -------------- |
| 21 | 1             | "ヘビ" "La Culebra"                                | アロンソ・アルバレス＝バレーダ | テッド・ハンフリー デイリン・ロドリゲス            | 2024年10月17日 |
| グローリーデイズ殺害事件で容疑者として捕まった彼女のマネージャーであるジュリアンから無実だと弁護を依頼され、ミッキーは事件の真相解明に乗り出す。調査を進める中で、グローリーデイズが密告した麻薬カルテルのヘクター・モヤによる報復の可能性や、ジュリアン自身の関与が浮上する。 そんな中、ヘイリーから連絡があり、カージャック容疑で告発されている彼女の元ベビーシッター、エディ・ロハスの件で協力してほしいと頼まれる。ミッキーは単に係員と間違えられただけだと主張し、エディの告訴を取り下げさせ、その後、エディを新しい運転手として雇う。 周囲の人々からの様々な依頼や相談に振り回されながらも、ミッキーはジュリアンの事件を引き受けることに同意する。ジュリアンの罪状認否で、担当する地方検事局の調査官が過去にミッキーが担当した事件で因縁のある刑事であることを知る。 帰宅すると自分の家が何者かに荒らされており、ベッドに蛇が残されていることに気づく。 |               |                                                    |                                |                                                    |                |
| 22 | 2             | "特別な状況" "Special Circumstances"               | アロンソ・アルバレス＝バレーダ | グラディス・ロドリゲス                             | 2024年10月17日 |
| ミッキーはシスコにグローリーデイズが殺害された夜の最後の客を、ローナにはモヤの裁判記録と現状を調べるよう指示する。シスコは、グローリーデイズが最後の客に会えなかったことがわかったので、そのホテルの防犯カメラ映像をなんとか入手しようとするが支配人に断られてしまう。 ジュリアンの保釈審問でミッキーは保釈を要求するが、検察官ビル・フォーサイスは、グローリーデイズの死因は絞殺ではなく火災の煙を吸い込んだことだったという新たな証拠を提示し、保釈は却下される。ジュリアンの恋人であるデビッドは、ジュリアンをグローリーデイズに紹介した売春婦トリナの連絡先をミッキーに教える。ローナは元ロースクールの同級生からモヤの記録を手に入れる。イジーは元麻薬売人を脅して、シスコがホテルの防犯カメラ映像を入手するのを手伝う。 ミッキーはトリナに高い夕食を奢り、グローリーデイズの情報を教えてくれと頼む。トリナは、グローリーデイズがメネンデス事件以来なにかにおびえていて「ミッキーには電話できない、すべてがバラバラになってしまう」と言っていたことをミッキーに教える。トリナから情報を聞き出している最中にローナから連絡があり、モヤはコカインに加えて銃を所持していたため終身刑を言い渡されたと聞かされる。 シスコは入手したホテルの防犯カメラ映像を解析し、グローリーデイズが殺害された夜、ホテルから出ていくグローリーデイズのあとを追いかけている帽子をかぶった男がいたことを見つける。                                                |               |                                                    |                                |                                                    |                |
| 23 | 3             | "呉越同舟" "Strange Bedfellows"                    | アントニオ・ネグレ             | マシュー・J・リーバーマン                          | 2024年10月17日 |
| シスコは協力者の自動車修理工場から、グローリーデイズを尾行していた男が使用していた車と特徴が一致する可能性のある車が見つかったと知らされる。 ミッキーは、ジュリアンが警察の事情聴取で脅迫されたことを明らかにするが、裁判官は事情聴取の無効を認めなかった。検察官のフォーサイスは取引を持ちかけるが、ミッキーは拒否する。 裁判所の外で、ミッキーはヘクター・モヤに関する事件の召喚状を受け取るが、同じく召喚を受けている、麻薬取締局（DEA）の捜査官であるジェームズ・デマルコとケンダル・ロバーツの名前を召喚状配達人から聞き出す。 シスコは、ボロボロの状態で見つかった車を調査し、わずかな痕跡から車両識別番号を入手する。 ミッキーは、ヘクター・モヤが密告したのはグローリーデイズだということを知っていることを、召喚状を出した弁護士シルベスター・フナロ・ジュニアから突き止める。そして、シスコの調査で同じく召喚状を受けているケンダル・ロバーツはグローリーデイズの元ルームメイトであることを知る。 シスコはもう一人のルームメイトだったトリナの居場所を突き止め、ミッキーがトリナに会うと、彼女はデマルコがグローリーデイズを利用してヘクター・モヤの部屋に銃を仕込んだ後、グロリーデイズにモヤを密告するよう圧力をかけたと話す。 オフィスにいるローナは、シスコが見つけた車体識別番号をチェックし、グローリーデイズを尾行していた男が誰なのかに気づく。                                                                                |               |                                                    |                                |                                                    |                |
| 24 | 4             | "背後の死角" "Rearview Blind Spots"                | アントニオ・ネグレ             | リサ・キンテラ                                     | 2024年10月17日 |
| ローナは、グローリーデイズを尾行していた男が、ジュリアンの事件を担当する地方検事局の調査官ニール・ビショップだったと明かす。 ミッキーは検事局に行き、フリーマンから調査官が担当する事件を選ぶことができる可能性があることを知る。ミッキーが検事局から帰ろうとしたとき、ビショップから声をかけられ、早くジュリアンの有罪を認めろと忠告してきた。反対にミッキーはグローリーデイズの尾行を知っていることをほのめかす。 ミッキーはシーゲルに事件が行き詰まっていることを相談する。シーゲルはモヤの人身保護申請から召喚状が届くまで6か月もかかるのはおかしいことを指摘する。改めて召喚状を調べたミッキーは、ケンダル・ロバーツの召喚状が偽物であることを見抜き、召喚状が出された最初の人物はケンダルではなくグローリーデイズだったことに気づく。これにより、モヤにはグローリーデイズを殺す理由はなく、むしろ有罪判決を覆すために彼女の証言が必要だったことに気付き、ビショップかデマルコがグローリーデイズの証言を阻止するために殺害したのではないかと疑う。 ミッキーはフナロ・ジュニアの事務所に直接乗り込み、ケンダルに出した召喚状は偽物であることを問い詰め、事件解決に協力するよう要求する。もし協力しないなら弁護士会に訴えると脅すと、フナロ・ジュニアは父親が刑務所内で携帯電話を持っていることを認め、ミッキーがフナロとモヤに面会することを許可するよう伝えることに、強引に同意させられる。 車に戻ると、そこにいたのはDEAのデマルコだった。 |               |                                                    |                                |                                                    |                |
| 25 | 5             | "ビクタービルの密談" "What Happens in Victorville" | ベン・エルナンデス・ブレイ     | ライアン・ホアン・ウィリアムズ                     | 2024年10月17日 |
| デマルコはミッキーに事件から手を引くよう脅してきたが、ミッキーは拒否をする。 ミッキーは、デマルコがモヤの部屋に銃を仕込んだことを証言させないために、グローリーデイズを殺したのではないかという考えを話し、ジュリアンの事件を解決するためにモヤの事件を引き受けるつもりだと事務所の仲間たちに告げる。そしてローナ達にはビショップとデマルコのつながりを見つけるよう、シスコにはラスベガスへ行き、モヤに銃を売ったとされる男を調査するよう指示をする。 シスコはラスベガスのガンディーラーに、なぜモヤに銃を売ったと証言したのか聞いたが拒絶されたので、その男の妻に接触し尋問すると、妻はデマルコに弱みを握られており、ガンディーラーは仕方なく銃について証言したことをミッキーに伝える。 モヤとフナロ・シニアが収監されている刑務所を訪れたミッキーは、フナロ・シニアからグローリーデイズを見つけた経緯を知る。ミッキーは協力しないともう数年刑務所にいることになるとフナロ・シニアを脅し、モヤに会うことができる。ミッキーはお互いの利益のため、協力するようモヤに提案しモヤは承諾する。 過去のファイルを調べていたローナとイジーは、10年前の事件でビショップとデマルコに接点があることを発見し、ミッキーに知らせる。 刑務所からの帰り道、ミッキーとエディは何者かのトラックに追突され、乗っていた車は大破してしまう。なんとか車から這い出たミッキーは、車内でエディが死んでいるのを目撃する。                                                  |               |                                                    |                                |                                                    |                |
| 26 | 6             | "燃えたぎる熱意" "Man on Fire"                     | ベン・エルナンデス・ブレイ     | ケイティ・エリン                                   | 2024年10月17日 |
| エディの葬儀の後、娘のヘイリーは彼の死はミッキーのせいだと責める。翌日、モヤからミッキーを守るための防弾車とボディーガードが送られてくる。 ミッキーは2か月後の裁判の進め方について予想を立て、事実その通りに裁判が進んでいく。ミッキーは検察側の証人の証言に疑問を投げかけ、防犯カメラに映らずにグローリーデイズの建物に入れる可能性があったことを明らかにする。 司法試験に合格したローナはミッキーに雇ってほしいと頼み、修正した証人リストを渡す。イジーとシスコは証人リストに含まれているピーター・スターゴスの家を利用してビショップとデマルコに罠を仕掛ける。修正された証人リストには調査官のビショップも含まれていた。ミッキーは陳述で事件の裏にはもっと大きな陰謀があると考えていることを明かし、不安がるジュリアンに自分を信じるよう説得する。 帰宅したミッキーは待ち受けていた国土安全保障省の職員に急襲され、ボディーガードが不法滞在の疑いで逮捕される。ミッキーはデマルコが裏で動いていることに敵対心を燃やす。 |               |                                                    |                                |                                                    |                |
| 27 | 7             | "関連性" "Relevance"                               | ポーラ・ガルセス               | デイリン・ロドリゲス イザベラ・ロドリゲス          | 2024年10月17日 |
| 翌日、ミッキーは娘ヘイリーからSNSをブロックされていることに気づく。彼は助手のローナに初めての案件を任せる。それは詐欺容疑で逮捕された常連の依頼人サム・スケールズで、彼はさらに大規模な計画に関わっているとほのめかす。ローナはプレッシャーに苦しみながらも、スケールズを保釈させることに成功する。 ジュリアンの裁判では、ミッキーがモヤの事件の証人として召喚された直後にグロリアが殺されていたことを明かす。一方フリーマン検事は、家庭内暴力の被害者に加害者の釈放を伝えていなかったことで部下に責められ、事件から外される。フリーマンはミッキーに不満をぶつけるが、ミッキーは同情を示さない。 裁判でミッキーはトリーナを証人に呼ぼうとするが、彼女はデマルコを知らないと証言し、判事はデマルコの召喚を認めない。仮釈放されたスケールズは、投資家に金を返さなければ命が危ないと語る。ミッキーはローナに、デマルコを引きずり出す方法を探るよう依頼する。 その頃、シスコとローナは罠が成功したことを確認し、スターゴス邸で撮影されたビデオをミッキーとシーゲルに見せる。そこにはビショップとデマルコが冷蔵庫にコカインを仕込む様子が映っていた。それを見たシーゲルは街を離れる決意をし、ミッキーに警戒を促す。 |               |                                                    |                                |                                                    |                |
| 28 | 8             | "謎の男" "Mystery Man"                             | ホセ・ジルベルト               | グラディス・ロドリゲス ジェイク・H・バーンスタイン | 2024年10月17日 |
| ミッキーはスターゴス邸で撮影された証拠映像の使い方に迷い、シスコにトリーナを探し出して証言してくれるよう説得を頼む。一方、弁護士と事務所マネージャーを兼任するローナが仕事の両立に苦戦しているのを見かねて、イジーが事務仕事の手伝いを申し出る。審問でローナは判事ターナーを説得し、ビショップの証人喚問を勝ち取るが、トリーナの行方が分からなくなっていることが判明する。 法廷ではミッキーが、グロリアと麻薬取締局（DEA）との関係を警察が無視していた可能性を示唆し、ローナがこの点を突いてデマルコの召喚を判事に認めさせる。 シスコはトリーナをロバーツの家で発見する。ローナはイジーが溜まっていた事務作業をすべて片付けてくれたことに感謝をする。翌日ミッキーは、法廷でグロリアが殺害された夜に何者かに尾行されていた映像を提示し、ビショップに動揺を与える。イジーはミッキーにダンサーとしての夢と彼の事務所で働くことの間で揺れていると打ち明けるが、ミッキーは正式に事務所マネージャーとして雇うことを申し出る。 シスコは、デマルコへの召喚状が受理されたこと、さらにトリーナがデマルコが逮捕されるまで証言を拒否していること、また、ビショップではない別の人物を伴ったDEA捜査官に脅されたことをミッキーに報告する。 そして翌朝、ジュリアンは拘置所から裁判所への移送中に、他の受刑者に刺されてしまう。 |               |                                                    |                                |                                                    |                |
| 29 | 9             | "亡霊" "Ghosts"                                    | ヘザー・カピエロ               | マシュー・J・リーバーマン                          | 2024年10月17日 |
| ミッキーは、依頼人ジュリアンの襲撃を知らされ病院へ急行する。裁判を終わらせるための犯行だと考えたミッキーは、シスコに犯人特定を依頼する。病院についたミッキーは、ジュリアンに付き添っていたデイビッドを励ます。シスコはジュリアンの襲撃犯の名前と記録を入手。 ジュリアンが意識不明の状態になったことでフォーサイスは審理無効を主張するが、ローナが過去の例から審理は続けられると反論し、判事は判断を保留する。ジュリアンは一命を取り留める。ミッキーはシスコから襲撃犯の情報を得る。 デマルコが証言台に立つことになり、陪審員なしでの証言が認められる。デマルコはグロリアや事件との関連を否定しつつも、ビショップとの面識は認める。ジュリアンが意識を取り戻したことを知ったミッキーは、これを理由に審理無効の判断を遅らせ、ジュリアンに会うため病院へ向かう。 ミッキーは被告人不在での審理を継続するため、同意書を手にジュリアンの病室へ入り、その署名済みコピーを裁判所に提出。審理は継続されることになる。フリーマンからジュリアンの襲撃犯の記録を受け取ったシスコは、あることに気づく。ミッキーはビショップにデマルコとの映像を見せ、DEA捜査官の失脚への協力を持ちかけるが、ビショップは公開しないよう懇願してくる。法廷でミッキーはビショップを証言台に呼ぶ。 |               |                                                    |                                |                                                    |                |
| 30 | 10            | "罪責の神々" "The Gods of Guilt"                   | テッド・ハンフリー             | テッド・ハンフリー デイリン・ロドリゲス            | 2024年10月17日 |
| 証言台でビショップは、デマルコの命令でグロリアの事件に関わっていたことを明かす。さらにビショップは、10年前の事件がきっかけで自分がデマルコの支配下にあったことを告白。その直後、ビショップは銃を取り出し、自らを撃ってしまう。シスコに監視されていたデマルコは、彼を欺いて逃走する。 その後ミッキーはジュリアンとデイビッドに、罪状が取り下げられ、負傷に対する訴訟を起こせることを告げる。4か月後、シスコはデマルコがフアレスカルテルと繋がっていることを証明し、ミッキーは市に和解金の支払いを要求し、市はこれに応じる。 チームの祝勝会から一人先に帰っていたミッキーは、トランクから血が漏れていることに気づいた警官に車を止められ、逮捕される。車のトランクを開けると、中にはサム・スケールズの死体があった。 |               |                                                    |                                |                                                    |                |

## 製作

### 準備
2019年、デビッド・E・ケリーとA+E スタジオは企画をCBSに持ち込んで承認された。だが2020年5月、新型コロナウイルス感染症の影響で企画は中止となった。この時点で2話の脚本は完成し、一部の配役も決定していた。2021年1月11日、Netflixが当初の13話の企画から10話に縮小してシリーズを発注し、ミッキー・ハラー役にはマヌエル・ガルシア＝ルルフォが決定した。2021年2月には追加キャストも発表された。その後、他のキャストも決定した。

### 撮影
2021年3月30日にロサンゼルスで撮影が始まった。同日、原作者で製作総指揮のマイクル・コナリーが、新型コロナウイルスの影響で撮影は1年遅れたと発表した。2021年6月8日、コナリ―はインタビューに答えて、6話が撮影され、そのうち3話が編集を終え、原作には現れるも他局Amazon Prime Videoの『BOSCH/ボッシュ』にも登場する、ミッキー・ハラーの腹違いの兄弟のハリー・ボッシュは本作に登場しないと語った。2021年8月3日に撮影は完了した。

### 訴訟
2021年8月、A+E スタジオの傘下のFrankl & Bob Films II, LLCは企画中止による損失を被ったとしてViacomCBSを訴えた。